# Grijsrugdoornsnavel
De grijsrugdoornsnavel (Acanthiza robustirostris) is een zangvogel uit de familie Acanthizidae (Australische zangers).

## Verspreiding en leefgebied
Deze soort komt voor van westelijk-centraal West-Australië tot zuidwestelijk Queensland.

## Status
De grootte van de populatie is niet gekwantificeerd maar de soort wordt omschreven als schaars. Op de Rode lijst van de IUCN heeft deze soort de status niet bedreigd.